# Mordechaj Benet
Mordechaj ben Abraham Benet (hebrejsky מרדכי בן אברהם בנט‎, též Markus Benedikt; 1753–1829) byl talmudista a moravský zemský rabín (1790–1829). Narodil se ve vesničce Czurgo u Székesfehérváru v tehdejších Uhrách a zemřel v Karlových Varech. Pochován je na rabínském vršku na mikulovském židovském hřbitově. Rabi Mordechaj Benet byl velice vážený a už za jeho života ho mnozí považovali za svatého muže.

## Život

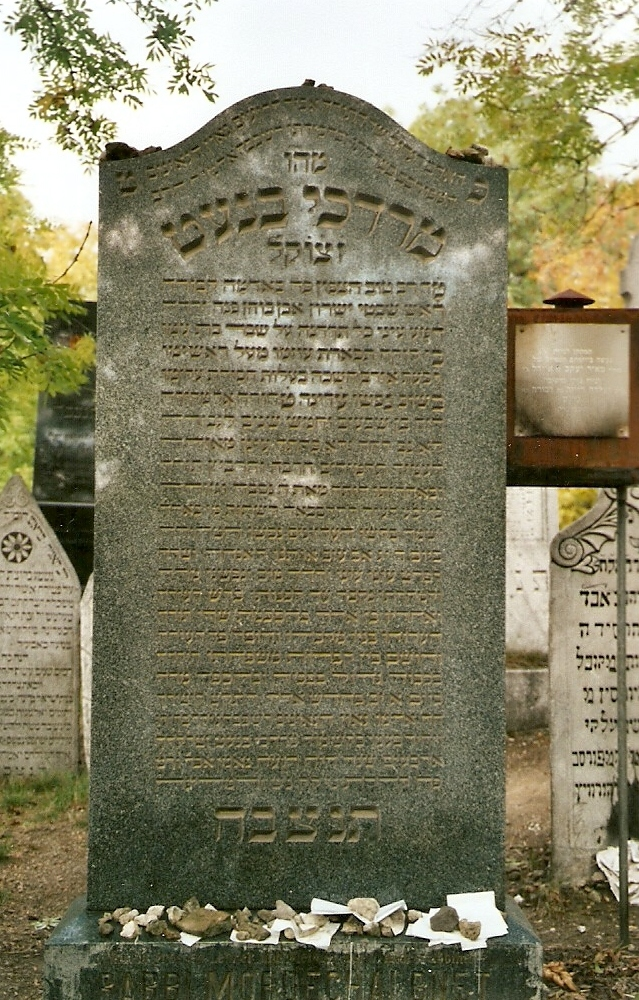
Náhrobní kámen rabiho Mordechaje Beneta na mikulovském židovském hřbitově

Benetovi rodiče si přáli pro svého nadaného syna co nejlepší vzdělání. A proto se s ním odstěhovali do Mikulova, kde se stal žákem tehdejšího zemského rabína Gersona Pullitz-Pollitzera. Po určitou dobu snad také pobýval v alsaském Ettingenu jako žák tamějšího rabína. V ješivě Pollitzerova nástupce rabiho Šmelkeho Horovice získal hlubší znalosti Kabaly. Jelikož v učení dosahoval vynikajících výsledků, byl v patnácti letech povolán do vyhlášené ješivy (školy vyššího židovského vzdělání) rabiho Josefa Steinhardta ve Fürthu. Poté se dostal na talmudistickou školu do Prahy a do Bratislavy. Po návratu do Mikulova se oženil s dcerou zámožného mikulovského občana Gumpela Prosstitze. Nějakou dobu působil jako rabín v rodných Uhrách, načež byl zvolen rabínem v Břeclavi. V roce 1789, po smrti zemského rabína Gersona Chajese, se vrátil do Mikulova, kde byl zvolen moravským zemským rabínem. Tento úřad zastával rabi Benet po dlouhých 40 let. Později byl zván též do Bratislavy a Krakova, ale na prosby své obce zůstal v Mikulově. Díky přílišné námaze při studiu si v mládí přivodil nervovou chorobu, jíž celý život trpěl a která také 12. srpna 1829 zapříčinila v Karlových Varech, kde se léčil, jeho smrt. Byl dočasně pohřben v nedalekém Hroznětíně, ale po sedmi měsících byly jeho ostatky podle jeho přání převezeny do Mikulova a natrvalo pochovány na zdejším židovském hřbitově.

## Dílo
Benetovo dílo není sice příliš rozsáhlé, ale náleží ke klasickým dílům talmudické literatury 18. století. Za jeho života však vyšel pouze jeho komentář k dílu rabiho Mordechaje ben Hillela Biur Mordechaj (1813). Ostatní práce, jež mu jsou přisuzovány, vyšly až po jeho smrti. Jsou to: Magen avot (Štít otců, 1835), Parašat Mordechaj (Vysvětlivky k Mordechajovi, 1889), Tekelet Mordechaj (Mordechajův purpurový šat, 1892) a Har ha-Mar (Hora myrhy) Všechna tato díla dokazují Benetův bystrý úsudek, velkou znalost rabínské literatury a v neposlední řadě jeho logickou a přísně vědeckou metodu. Benetův sloh je jasný a elegantní, jeho úvahy prozrazují znalost moderního myšlení. V tehdejším boji mezi ortodoxií a tzv. „duchem osvícení“ zaujímal nezávislý postoj.